# Oekraïners in Litouwen
Met Oekraïners in Litouwen of Litouwse Oekraïners (Oekraïens: Українці Литви) worden Litouwse burgers van Oekraïense (etnische) achtergrond aangeduid. Volgens de meest recente volkstelling, gehouden in 2021, telde Litouwen 14.168 etnische Oekraïners. De Oekraïners vormen hiermee 0,5% van de Litouwse bevolking, wat ze de vijfde bevolkingsgroep in het land maakt (alleen de etnische Litouwers, de Poolse minderheid, de Russische minderheid en Wit-Russen zijn omvangrijker).

## Aantal
In de naoorlogse periode tot in de jaren tachtig kwamen veel Oekraïners naar Litouwen om te helpen bij de wederopbouw van het land, aangezien Litouwen grotendeels verwoest was tijdens de Tweede Wereldoorlog. Hun aantal nam daardoor aanzienlijk toe: tussen 1959 en 1989 steeg het aantal Oekraïners van ongeveer 17.700 tot 44.800, van wie slechts een klein deel in de Litouwse Socialistische Sovjetrepubliek was geboren. Na de val van het communisme in Litouwen eind 1991 begon het aantal Oekraïners (en andere minderheden) in Litouwen drastisch af te nemen als gevolg van emigratie, culturele assimilatie en denataliteit. In 2001 waren de 22.500 Oekraïners nog goed voor 0,7% van de bevolking van Litouwen. Volgens de telling van 2011 was dit aantal echter verder gedaald tot 16.423 personen en tijdens de volkstelling van 2021 werden slechts 14.168 Oekraïners geregistreerd, hetgeen 0,5% van de Litouwse bevolking was.
|                     | 1959   | 1959 | 1970   | 1970 | 1979   | 1979 | 1989   | 1989 | 2001   | 2001 | 2011   | 2011 | 2021   | 2021 |
| ------------------- | ------ | ---- | ------ | ---- | ------ | ---- | ------ | ---- | ------ | ---- | ------ | ---- | ------ | ---- |
| Etnische groep      | Aantal | %    | Aantal | %    | Aantal | %    | Aantal | %    | Aantal | %    | Aantal | %    | Aantal | %    |
| Vilnius             | -      | -    | -      | -    | -      | -    | -      | -    | 9.055  | 1,07 | 6.997  | 0,86 | 6.170  | 0,76 |
| Klaipėda            | -      | -    | -      | -    | -      | -    | -      | -    | 5.024  | 1,30 | 3.542  | 1,04 | 3.076  | 0,95 |
| Kaunas              | -      | -    | -      | -    | -      | -    | -      | -    | 3.008  | 0,43 | 2.075  | 0,34 | 1.732  | 0,30 |
| Utena               | -      | -    | -      | -    | -      | -    | -      | -    | 1.982  | 1,07 | 1.452  | 0,96 | 1.278  | 1,00 |
| Šiauliai            | -      | -    | -      | -    | -      | -    | -      | -    | 1.429  | 0,39 | 925    | 0,31 | 764    | 0,29 |
| Panevėžys           | -      | -    | -      | -    | -      | -    | -      | -    | 816    | 0,27 | 601    | 0,24 | 478    | 0,22 |
| Alytus              | -      | -    | -      | -    | -      | -    | -      | -    | 393    | 0,21 | 274    | 0,17 | 232    | 0,17 |
| Telšiai             | -      | -    | -      | -    | -      | -    | -      | -    | 349    | 0,19 | 242    | 0,16 | 190    | 0,14 |
| Marijampolė         | -      | -    | -      | -    | -      | -    | -      | -    | 247    | 0,13 | 181    | 0,11 | 146    | 0,11 |
| Tauragė             | -      | -    | -      | -    | -      | -    | -      | -    | 185    | 0,14 | 137    | 0,12 | 103    | 0,11 |
| Oekraïners (totaal) | 17.692 | 0,65 | 25.099 | 0,80 | 31.982 | 0,94 | 44.789 | 1,22 | 22.488 | 0,65 | 16.423 | 0,54 | 14.168 | 0,50 |

In maart 2022 arriveerden de eerste Oekraïnese vluchtelingen uit Oekraïne in Litouwen als gevolg van de Russische invasie van Oekraïne in 2022. Halverwege juni 2022 bedroeg het aantal Oekraïense vluchtelingen in Litouwen ongeveer 56.000 personen.

### Taal
Alhoewel er in 2021 ongeveer 14.200 Oekraïners in Litouwen leefden, spraken slechts 4.835 personen het Oekraïners als moedertaal, oftewel 34% van alle Oekraïners. Tien jaar eerder, in 2011, sprak slechts 31,9 % van de Oekraïners het Oekraïens als moedertaal.

### Religie
Volgens de gegevens van de volkstelling van 2021 identificeerde 15,3 % van de Oekraïners zichzelf als lid van de Rooms-Katholieke Kerk, terwijl 49,3 % van de Oekraïners zichzelf lid van de Oosters-Orthodoxe Kerken verklaarden. Van de resterende 35,4 % van de Oekraïners was de religieuze overtuiging onbekend.
Volgens de volkstelling van 2011 was de religieuze verhouding van de Oekraïners nog 13,7 % katholiek en 59,1 % orthodox. Van de resterende 27,2 % van de Oekraïners was de religieuze overtuiging onbekend.

## Bekende Litouwers van Oekraïense komaf
- Evelina Sašenko (1987), zangeres
- Jurijus Veklenko (1990), zanger